# 10079 Meunier
10079 Meunier (1989 XD2) là một tiểu hành tinh vành đai chính được phát hiện ngày 2 tháng 12 năm 1989 bởi Eric Walter Elst ở Đài thiên văn Nam Âu. Nó được đặt theo tên the Belgian sculptor và painter Constant Meunier.